# Фасоль остролистная
Фасо́ль остроли́стная, или Тепа́ри (лат. Phaseolus acutifolius) — вид растений рода Фасоль (Phaseolus) семейства Бобовые (Fabaceae).
В диком состоянии произрастает в США и на севере Мексики. Возделывается в качестве пищевого растения.

## Ботаническое описание
Однолетнее травянистое растение, с тонкими лежачими или вьющимися стеблями до 2 метров длиной. В культуре имеются также кустовые формы высотой до 45 см.
Листья тройчатые, листочки мелкие, сердцевидные с заострённой верхушкой.
Соцветия кистевидные, малоцветковые (2—6 цветков), на коротких цветоносах. Цветки белые, парные (второй часто недоразвит), на густоопушённых цветоножках. Венчик в несколько раз длиннее чашечки.
Плоды — бобы с толстым пергаментным слоем, легко растрескиваются. Семена плоскоэллиптические, разной окраски, длиной 7—10 мм.

## Значение и применение
Семена используются в пищу так же, как и у других видов фасоли. Они имеют специфический привкус и уступают обычной фасоли по содержанию жиров и белка. Ценность тепари — в её большей засухоустойчивости по сравнению с обычной фасолью.
Используется также в качестве зелёного корма для домашних животных.